# Lomaiviti jezik
Lomaiviti jezik (lomaivitski; ISO 639-3: lmv), jedan od četiri istočnofidžijska jezika kojim govori oko 1 630 (2000) na otocima Koro, Makogai, Levuka, Ovalau, Batiki, Nairai i Gau, arhipelag Lomaiviti na Fidžiju.

## Vanjske poveznice
- Ethnologue (14th)
- Ethnologue (15th)